# Epignoma bispinosa
Epignoma bispinosa är en insektsart som beskrevs av Irena Dworakowska 1977. Epignoma bispinosa ingår i släktet Epignoma och familjen dvärgstritar.
Artens utbredningsområde är Kongo-Kinshasa. Inga underarter finns listade i Catalogue of Life.